# James McKenna
James Stephen McKenna (Glasgow, 31 augustus 1953) is een Schots acteur.
McKenna speelde de rol van politie-sergeant Don Brady in de serie A Touch of Frost.

## Filmografie
- Vega$ Televisieserie - Piccolo (Afl., The Eleventh Event, 1979)
- Coronation Street Televisieserie - Jim Lomax (Episode 1.2495, 1985|Episode 1.2497, 1985)
- Highlander (1986) - Priester Rainey
- Taggart Televisieserie - Stephen Hendry (Afl., Death Call, 1986)
- Two of Us (Televisiefilm, 1987) - Leraar
- Waterfront Beat Televisieserie - Rol onbekend (Episode 1.1, 1990)
- Waterfront Beat Televisieserie - Gerry Cookson (Episode 1.5, 1990)
- Perfect Scoundrels Televisieserie - Rol onbekend (Afl., Ssh, You Know Who, 1991)
- Rumpole of the Bailey Televisieserie - D.S. Appleby (Afl., Rumpole and the Reform of Joby Jonson, 1992)
- Heartbeat Televisieserie - S.I.B. Major (Afl., Over the Hill, 1993)
- Between the Lines Televisieserie - George McKenzie (Afl., Crack Up, 1993)
- Pie in the Sky Televisieserie - Michael Meredith (Afl., Hard Cheese, 1995)
- When Saturday Comes (1996) - George McCabe
- Hollyoaks: Movin' On Televisieserie - Jack Osborne (Afl. onbekend, 2001)
- A Touch of Frost Televisieserie - Sgt. Don Brady (19 afl., 1995-2006)
- Hollyoaks Televisieserie - Jack Osborne (Episode 18 december 2003|Episode 8 februari 2007)